# Sandra Jurado Sánchez
Sandra Jurado Sánchez es una neurocientífica e investigadora española del Instituto de Neurociencia de Alicante CSIC-UMH. Se licenció en Bioquímica con la calificación de Cum Laude en la Universidad Complutense de Madrid. Durante su época postdoctoral, en la Universidad de Míchigan (Estados Unidos), participó en el descubrimiento del papel de la fosfatasa PTEN en la depresión sináptica a largo plazo (LTD). Más tarde, en la Universidad de Stanford (Estados Unidos) identificó las moléculas implicadas en la inserción de receptores AMPA durante la potenciación sináptica a largo plazo (LTP), un fenómeno relacionado con el aprendizaje y la memoria.

## Biografía
Sandra se licenció en Bioquímica por la Universidad Complutense de Madrid en el año 2000, realizando la tesis doctoral en el Departamento de Bioquímica y Biología Molecular IV en la misma Universidad bajo la dirección de la doctora Magdalena Torres. En su tesis, se centró en el estudio de los mecanismos de la regulación de la vía de señalización del óxido nítrico. Obtuvo el doctorado en 2005 con la calificación de sobresaliente Cum Laude, (Tesis: Caracterización de la vía del NO/GMPC en neuronas granulares de cerebelo de rata en cultivo durante el desarrollo. Regulación por nmda ) Posteriormente se desplazó a la Universidad de Míchigan para realizar una estancia de investigación en el equipo de José Antonio Esteban, para más adelante unirse también al grupo de investigación de Robert Malenka en la Universidad de Standford, donde colaboró con el premio nobel Thomas Südhof en la investigación de la plasticidad neuronal.
En 2017, comenzó en su laboratorio en el Instituto de Neurociencias de Alicante (CSIC-UMH).

## Principales contribuciones
Durante su primer postdoctorado en la Universidad de Míchigan, en el laboratorio del Dr. José Esteban, participó en el descubrimiento del papel de la fosfatasa PTEN en la depresión sináptica a largo plazo (LTD).
En la Universidad de Stanford, Sandra logró identificar las moléculas implicadas en la inserción de receptores AMPA durante la potenciación sináptica a largo plazo (LTP), un fenómeno relacionado con el aprendizaje y la memoria.

## Premios y reconocimientos
- En 2005 obtuvo el doctorado con la calificación de "Sobresaliente cum laude" en la Universidad Complutense de Madrid.
- En 2017 se incorporó como científica titular del Consejo Superior de Investigaciones Científicas en el Instituto de Neurociencias de Alicante (UMH-CSIC).
- Miembro de la Sociedad Americana de Neurociencia.
- Miembro de la Sociedad Española de Neurociencia.
- Miembro de la Sociedad Europea de Neurociencia.
- Sus trabajos han sido publicados en revistas de prestigio como Science, Nature Neuroscience y Neuron.[3]